# Betűvonal
Az alapvonal egy olyan képzeletbeli vonal, amelyen a legtöbb betűkép "ül", és ami alatt csak a deszcender húzódik.

## Néhány tulajdonsága
- A nagybetűk ezen a vonalon helyezkednek el, kivéve a J és Q.
- Az arab betűk ezen a vonalon helyezkednek el.
- Ez a vonal alá többnyire csak a 3, 4, 5, 7, 9 számok buknak.
- Ez a vonal alá többnyire a g, j, p, q, y betűk buknak.